# 라미로 델 레온
라미로 델 레온(스페인어: Ramiro de León)은 과테말라의 인권 옴부즈맨, 정치인이다. 1993년부터 1996년까지 대통령으로 재직하였다. 축출된 세라노의 뒤를 이어 대통령으로 선출되었으며, 세라노의 잔여 임기를 채우고 물러났다.
과테말라의 정치 명문가에서 태어났으며 1969년 라파엘 란디바르 대학을 졸업, 인권 옴부즈맨을 거쳐 정치 활동을 하다가 호르헤 세라노 엘리아스가 축출되자 후임 대통령으로 선출되었다.

## 약력
라미로 델 레온은 1942년 1월 12일, 과테말라 시티의 정치 명문가에서 태어났다. 산 카를로스 대학에서 법률을 공부하였고, 1969년 라파엘 란디바르 대학을 졸업했다. 이후 정치 활동에 전념하다가, 인권 옴부즈맨이 되었다.

## 대통령
그러던 중 호르헤 세라노 엘리아스 대통령이 계엄령을 선포, 입법부와 사법부를 해산하는 사건이 일어났다. 그러자 델 레온은, 이를 강력하게 비판하였다.
국민들의 반감은 물론 군부마져 세라노를 포기하였으며, 세라노는 결국 군부에 의해 축출되었다. 헌법에 따라 구스타보 에스피나 부통령이 대통령직을 승계했으나 사퇴하였고, 델 레온은 얼마 후 새 대통령으로 선출되었다. 그는 세라노의 잔여 임기만 채웠으며, 다음 대선에서 당선된 알바로 아르수에게 대통령직을 넘겨주었다.

## 죽음
라미로 델 레온은 2002년 4월 16일 미국 마이애미에서 별세했다. 향년 60세. 그의 사망원인은 밝혀지지 않았으나, 다음 두 가지 의혹이 있다.
아들인 호르헤 에두아르도 델 레온은 "아버지가 사망 얼마 전에 혈당 조절에 어려움을 겪었으며, 그로 인해 당뇨병으로 인한 혼수상태에 빠져 사망했을 것"이라고 말했다.
또 다른 아들인 알레한드로 델 레온은 "아버지가 11일 마이애미로 가서 변호사들과 몇차례 회의를 가졌는데, 12일 아버지와 전화통화를 하였으나 13일과 14일에는 전화가 오지 않았다. 15일에는 돌아오실 거라 믿었으나 돌아오시지 않았다"고 말했다.

## 애도
알폰소 포르티요 대통령은 "평화, 민주주의, 인권에 공헌한 정치가로 기억될 것"이라는 내용의 애도성명을 발표했으며, 3일간의 애도기간을 선포했다.

## 참조
1. ↑  동아일보 (1993년 6월 8일). “과테말라 새대통령 데 레온選出 취임”. 2012년 8월 24일에 확인함.
2. ↑  연합뉴스 (2002년 4월 17일). “과테말라 전 대통령 사망”. 2012년 8월 24일에 확인함.
3. ↑  연합뉴스 (2002년 4월 17일). “과테말라 전 대통령 사망”. 2012년 8월 24일에 확인함.
4. ↑  연합뉴스 (2002년 4월 17일). “과테말라 전 대통령 사망”. 2012년 8월 24일에 확인함.
5. ↑  백지연 (1993년 5월 26일). “과테말라 헌정 중단”. 2012년 8월 24일에 확인함.[깨진 링크(과거 내용 찾기)]
6. ↑  한겨레 (1993년 6월 3일). “과테말라 군부, 대통령 축출”. 2012년 8월 24일에 확인함.
7. ↑  한겨레 (1993년 6월 3일). “과테말라 군부, 대통령 축출”. 2012년 8월 24일에 확인함.
8. ↑  동아일보 (1993년 6월 8일). “과테말라 새대통령 데 레온選出 취임”. 2012년 8월 24일에 확인함.
9. ↑  연합뉴스 (2002년 4월 17일). “과테말라 전 대통령 사망”. 2012년 8월 24일에 확인함.
10. ↑  연합뉴스 (2002년 4월 17일). “과테말라 전 대통령 사망”. 2012년 8월 24일에 확인함.
11. ↑  연합뉴스 (2002년 4월 17일). “과테말라 전 대통령 사망”. 2012년 8월 24일에 확인함.
12. ↑  연합뉴스 (2002년 4월 17일). “과테말라 전 대통령 사망”. 2012년 8월 24일에 확인함.
13. ↑  연합뉴스 (2002년 4월 17일). “과테말라 전 대통령 사망”. 2012년 8월 24일에 확인함.